# Nicomen
Nicomen, pleme iz akupine Cowichan Indijanaca s Nicomen Slougha i ušća Wilson Creeka, u kanadskoj provinciji Britanska Kolumbija. U prošlosti su imali dva sela, Lahaui, na ušću Wilson Creeka u Fraser, i zimsko naselje Skweahm (27 st. 1909) na Nicomen Sloughu kod donjeg toka Frasera.
Nicomen Indian Band danas imaj 16 rezervi kod Lytona pripadaju plemenskoj zajednici NTA i govore jezikom plemena Thompson.